# Dark Noontide
Dark Noontide jest to czwarta płyta awangardowego indie rocku zespołu Six Organs of Admittance wydana w 2002.

## Piosenki
1. "Spirits Abandoned" 6.21
2. "Regeneration" 5.32
3. "On Returning Home" 5.46
4. "Dark Noontide" 6.55
5. "This Hand" 4.45
6. "Awaken" 1.43
7. "Khidr and the Fountain" 7.27
8. "A Thousand Birds" 3.24